# Reinhold Ludwig Herman
Reinhold Ludwig Herman (* 21. September 1849 in Prenzlau; † 1919 in New York City) war ein bekannter deutscher Komponist und Dirigent.
Von 1878 bis 1880 war er Dozent für Gesang und Partitur am Stern'schen Konservatorium
.

## Werke
Herman schrieb Lieder, Liederzyklen und -sammlungen, Sinfonien.
- Oper: Lancelot
- Spielmannslieder von R. Baumbach für 1 tiefe Stimme mit Pianoforte, Op. 13
- Abendgeläut, Op. 9 (Fünf Lieder für 1 tiefe Stimme mit Pianoforte) Nr. 1 (Text: Friedrich August)
- Abend in den Bergen, Op. 14 (Zwei Lieder für gemischten Chor mit Pianoforte) Nr. 1
- Abendregen, Op. 34 (Zwei Lieder für 1 Singstimme mit Pianoforte) Nr. 1
- Das Einzige, Op. 41 (Sechs Lieder für 1 Singstimme mit Pianofortebegleitung) Nr. 5
- Das letzte Kännchen, Op. 13 Nr. 2 (in Spielmannslieder von R. Baumbach für 1 tiefe Stimme mit Pianoforte) (Text: Rudolph Baumbach)
- Das Veilchen, Op. 13 Nr. 1 (in Spielmannslieder von R. Baumbach für 1 tiefe Stimme mit Pianoforte) (Text: Rudolph Baumbach)
- Der alte König, Op. 9 (Fünf Lieder für 1 tiefe Stimme mit Pianoforte) Nr. 2 (Text: Heinrich Heine)
- Der Frühling wird wach, Op. 13 Nr. 3 (in Spielmannslieder von R. Baumbach für 1 tiefe Stimme mit Pianoforte) (Text: Rudolph Baumbach)
- Der Marsenmutter Wiegenlied, Op. 31 ([Vier] Lieder für 1 Singstimme mit Pianoforte) Nr. 2
- Des Seemanns Weib, Op. 7 (Sechs Lieder für 1 hohe Stimme mit Pianoforte) Nr. 6
- Die Eine, Op. 7 (Sechs Lieder für 1 hohe Stimme mit Pianoforte) Nr. 5
- Die letzte Rose, Op. 8 (Fünf Lieder für Mezzo-Sopran mit Pianoforte) Nr. 2 (Text: Rudolph von Gottschall)
- Dinja, Op. 33
- Drei Kränze, Op. 35 (Drei Lieder für 1 Singstimme mit Pianoforte) Nr. 2 (Text: Hermann von Gilm zu Rosenegg)
- Du bist fern, Op. 25 (Vier Lieder für 1 Singstimme mit Pianofortebegleitung) Nr. 1 (Text: Emanuel von Geibel)
- Entscheidung, Op. 25 (Vier Lieder für 1 Singstimme mit Pianofortebegleitung) Nr. 2
- Frauenchiemsee, Op. 34 (Zwei Lieder für 1 Singstimme mit Pianoforte) Nr. 2 (Text: Karl Stieler)
- Für Ewig, Op. 41 (Sechs Lieder für 1 Singstimme mit Pianofortebegleitung) Nr. 1 (Text: Adolf Schafheitlin)
- Heimliches Leid, Op. 13 Nr. 4 (in Spielmannslieder von R. Baumbach für 1 tiefe Stimme mit Pianoforte) (Text: Rudolph Baumbach)
- Im Herbst, Op. 41 (Sechs Lieder für 1 Singstimme mit Pianofortebegleitung) Nr. 4 (Text: Albert Träger)
- Im Mai, Op. 25 (Vier Lieder für 1 Singstimme mit Pianofortebegleitung) Nr. 3
- In deinem Herzen, da muss es sein, Op. 7 (Sechs Lieder für 1 hohe Stimme mit Pianoforte) Nr. 4 (Text: Hermann Rollett)
- In Domen und Kapellen, Op. 9 (Fünf Lieder für 1 tiefe Stimme mit Pianoforte) Nr. 5
- Liebesfeier, Op. 14 (Zwei Lieder für gemischten Chor mit Pianoforte) Nr. 2 (Text: Nikolaus Lenau)
- Liebeswünsche, Op. 8 (Fünf Lieder für Mezzo-Sopran mit Pianoforte) Nr. 3 (Text: Adolphi Alexis)
- Morgens frühlen beim kühlen Thauen, Op. 31 ([Vier] Lieder für 1 Singstimme mit Pianoforte) Nr. 3
- Nocturne, Op. 7 (Sechs Lieder für 1 hohe Stimme mit Pianoforte) Nr. 1
- Notturno, Op. 45 (Zwei Duette für hohe und tiefe Stimme mit Pianoforte) Nr. 1 (Text: Julius Karl Reinhold Sturm)
- Obdach, Op. 7 (Sechs Lieder für 1 hohe Stimme mit Pianoforte) Nr. 2 (Text: Friedrich Rückert)
- Papillons, op. 41 (Sechs Lieder für 1 Singstimme mit Pianofortebegleitung) NR. 2
- Sage, Op. 35 (Drei Lieder für 1 Singstimme mit Pianoforte) no. 1 (Text: Wilhelm Jordan)
- Saphire sind die Augen dein, Op. 8 (Fünf Lieder für Mezzo-Sopran mit Pianoforte) Nr. 4 (Text: Heinrich Heine)
- Schlehenblüthe, op. 13 no. 6 (in Spielmannslieder von R. Baumbach für 1 tiefe Stimme mit Pianoforte) (Text: Rudolph Baumbach)
- Sehnsucht, Op. 9 (Fünf Lieder für 1 tiefe Stimme mit Pianoforte) Nr. 3
- Sommernacht, Op. 31 ([Vier] Lieder für 1 Singstimme mit Pianoforte) NR. 4 (Text: Robert Reinick)
- Ständchen, Op. 45 (Zwei Duette für hohe und tiefe Stimme mit Pianoforte) Nr. 2 (Text: Franz Theodor Kugler)
- The bridge of sighs (Text: Thomas Hood)
- Tief in dem Thale, Op. 8 (Fünf Lieder für Mezzo-Sopran mit Pianoforte) Nr. 1
- Träume, Op. 7 (Sechs Lieder für 1 hohe Stimme mit Pianoforte) Nr. 3
- Verlassen, Op. 25 (Vier Lieder für 1 Singstimme mit Pianofortebegleitung) Nr. 4
- Vesper, Op. 9 (Fünf Lieder für 1 tiefe Stimme mit Pianoforte) Nr. 4 (Text: Josef Karl Benedikt von Eichendorff)
- Von den Rosen, Op. 35 (Drei Lieder für 1 Singstimme mit Pianoforte) Nr. 3 (Text: Emanuel von Geibel after Gil Vicente)
- Wach' auf, Op. 8 (Fünf Lieder für Mezzo-Sopran mit Pianoforte) Nr. 5
- Waldeszauber, Op. 31 ([Vier] Lieder für 1 Singstimme mit Pianoforte) Nr. 1
- Waldvögelein, Op. 41 (Sechs Lieder für 1 Singstimme mit Pianofortebegleitung) Nr. 3
- Wirthstöchterleins Klage, Op. 13 Nr. 5 (in Spielmannslieder von R. Baumbach für 1 tiefe Stimme mit Pianoforte) (Text: Rudolph Baumbach)
- Zigeunerständchen, Op. 41 (Sechs Lieder für 1 Singstimme mit Pianofortebegleitung) Nr. 6